# Roland Schröder (Ruderer)
Roland Schröder (* 17. August 1962 in Köthen) ist ein ehemaliger Ruderer aus der DDR. 1988 wurde Schröder Olympiasieger im Vierer ohne Steuermann.
Schröder war 1979 bei der Spartakiade Zweiter im Doppelzweier und im Doppelvierer. 1980 siegte er zusammen mit Thomas Lange bei den Junioren-Weltmeisterschaften im Doppelzweier. 1983 gewann Schröder mit dem Vierer ohne des SC Chemie Halle die DDR-Meisterschaft, 1984 und 1985 belegte er jeweils den zweiten Platz. 1988 rückte Schröder für Jens Luedecke zu Thomas Greiner, Ralf Brudel und Olaf Förster in den DDR-Vierer, der 1987 Weltmeister geworden war. Bei den Olympischen Spielen 1988 siegten Förster, Brudel, Greiner und Schröder vor den Booten aus den Vereinigten Staaten und aus der Bundesrepublik Deutschland. 1989 kehrte Luedecke zurück in den Vierer; Schröder wechselte in den DDR-Achter, mit dem er bei der Weltmeisterschaft in Bled den zweiten Platz hinter dem Boot aus der Bundesrepublik belegte. Beim letzten Auftritt der DDR-Rudernationalmannschaft bei der Weltmeisterschaft 1990 in Tasmanien belegte Schröder mit dem DDR-Achter noch einmal den dritten Platz, nachdem er zuvor den letzten DDR-Meistertitel mit dem Achter gewonnen hatte.
Für den Olympiasieg 1988 in Seoul wurde er mit dem Vaterländischen Verdienstorden in Gold ausgezeichnet.
Schröder heiratete die Dresdner Ruderin Heike Winkler. Der gelernte Elektromonteur verkaufte nach der Wende Großbauküchen.